# Shivaun Woolfson
Shivaun Woolfson (geboren 1958 in Dublin) ist eine irische Autorin.

## Leben
Shivaun Woolfson stammt aus einer wohlhabenden jüdischen Familie in Dublin. Sie hatte als Teenager und junge Frau ein unruhiges Leben in Dublin, wo sie sich als Groupie einem Bassisten der Boomtown Rats anschloss, danach zog sie in einen Ashram. Auf der Suche nach dem Guru entfloh sie mit 20 Jahren nach Miami in den USA, blieb aber in den nächsten 20 Jahren finanziell von ihrem Vater abhängig. Sie heiratete einen Exilkubaner, der sich als Drogendealer durchschlug. Nach der Trennung und ein paar weiteren instabilen Beziehungen zog sie schließlich mit ihren zwei Kindern nach London. Ihr Leben bis dahin schilderte sie als „Überleben“ in einer 2002 erschienenen Autobiografie. Sie arbeitet seither als Sozialarbeiterin in Gefängnissen.
Woolfson führte 2008 Interviews mit sechs Holocaustüberlebenden in Litauen und produzierte mit dem Material einen Film. Sie wurde 2013 an der University of Sussex mit einer Dissertation über das Holocaustgedenken im postsowjetischen Litauen promoviert. 

## Schriften
- Home fires : a survivor’s memoir. London: Atlantic Books, 2002
- Everything speaks : the Jewish Lithuanian experience through people, places and objects. University of Sussex, 2013
- Holocaust Legacy in Post-Soviet Lithuania : People, Places and Objects. London: Bloomsbury, 2014

Film
- Surviving history. DVD. Forward in Time, Mount Sinai, N.Y., 2009. Interview mit Rachel Kostanian.